# ساندستورم (دارود)
ساندستورم هي مقطوعة موسيقية ألّفها مؤلف ومشغل الموسيقى الفنلندي دارود. نُشرت المقطوعة في أول ألبوم لدارود مُسجل في استوديو وهو «بيفور ذا ستورم» («قبل العاصفة»)، وكانت المقطوعة المنفردة الرئيسية في الألبوم. في البداية نشرت شركة التسجيلات 16 إنش (16 Inch Records) المقطوعة في فنلندا في 26 أكتوبر/تشرين الأول 1999، ثم أُعيد نشرها في العديد من الدول في 2000. رُفعت المقطوعة على موقع MP3.com حيث اكتسبت شهرة عالمية. كما عُرفت المقطوعة بسبب استخدامها في الرياضة وثقافة الميم على الإنترنت. وفي 1 مارس/آذار 2010، أي بعد 10 سنوات من نشرها لأول مرة، منحت رابطة صناعة التسجيلات الأمريكية الألبوم الجائزة الذهبية في الولايات المتحدة وذلك بفضل تحقيق مبيعات تزيد عن 500,000 نسخة من الألبوم.

## الاستخدام في الإعلام

### في الإنترنت
حصلت هذه الأغنية على شعبية بين المستخدمين الذي كانوا يبثوا جولاتهم في ألعاب الفيديو بثًا حيُا على موقع تويتش.تي في، حيث استخدموا هذه الموسيقى في الخلفية. وأدت هذه الشعبية الواسعة إلى ميم بأن أي سؤال عن اسم أغنية تكون إجابته «دارود - ساندستورم.»
وفي الأول من أبريل/نيسان 2015، كانت خدعة أبريل من يوتيوب هي عرض رسالة نصها «هل تقصد: دارود - ساندستورم تأليف دارود» عندما يبحث أي شخص عن فيديو متعلق بالموسيقى، كما أضافت أيضًا زرًا يُشغل المقطوعة أثناء مشاهدة أي فيديو.

## وصلات خارجية
- "Sandstorm" على Discogs (قائمة بالإصدارات)Discogs (list of releases)
- . على يوتيوب